# Xanthisma
 Xanthisma   DC., 1836 è un genere di piante angiosperme dicotiledoni della famiglia delle Asteraceae, sottofamiglia Asteroideae, tribù Astereae (North American lineage) e sottotribù Machaerantherinae.

## Etimologia
Il nome del genere deriva dal greco e significa "ciò che è tinto di giallo", e si riferisce al colore dei fiori.
Il nome scientifico del genere è stato definito dal botanico Augustin Pyramus de Candolle (1778-1841) nella pubblicazione " Prodromus Systematis Naturalis Regni Vegetabilis ... (DC.)" (  Prodr. [A. P. de Candolle] 5: 94 (-95)) del 1836.

## Descrizione

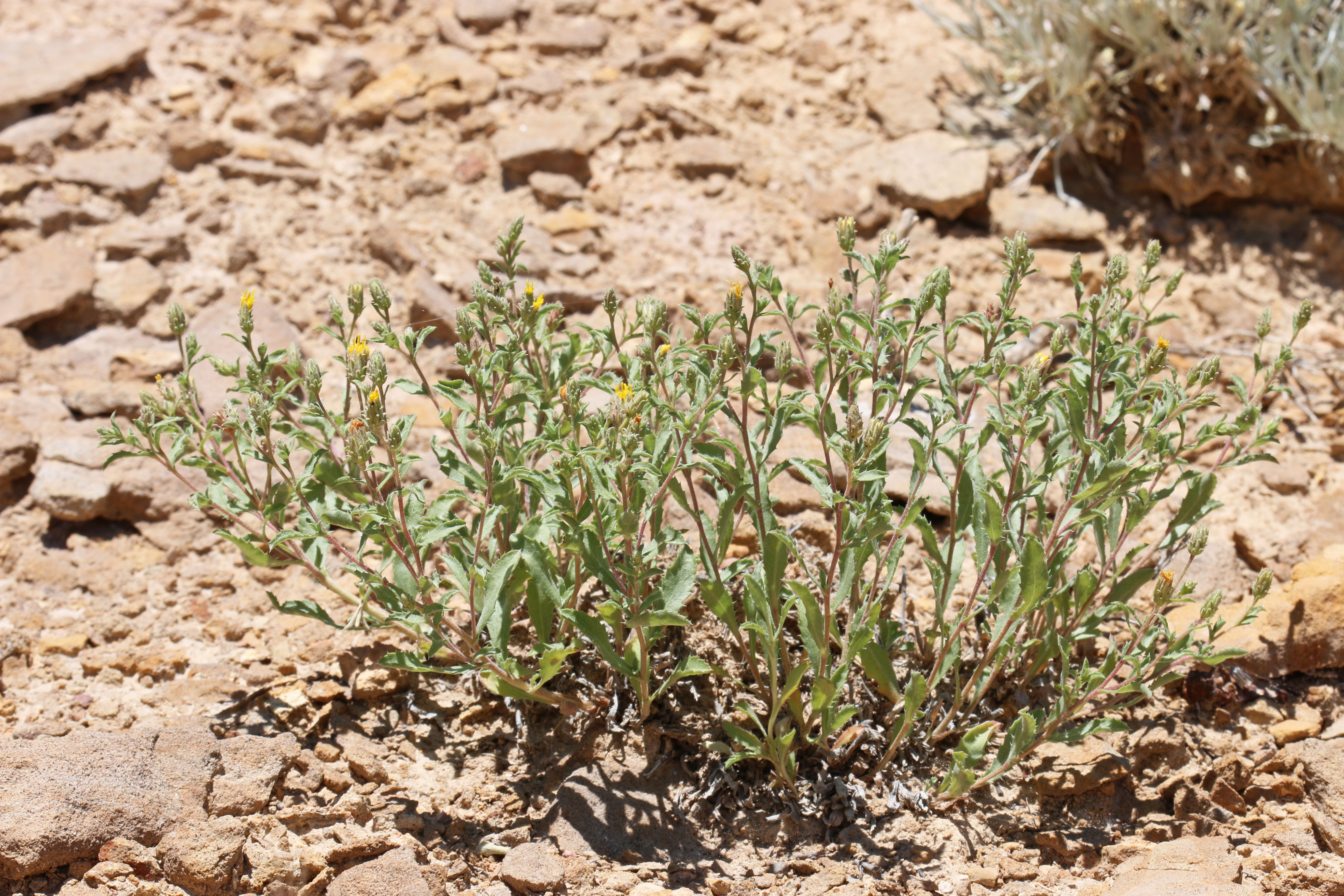
Il portamento
Xanthisma grindelioides

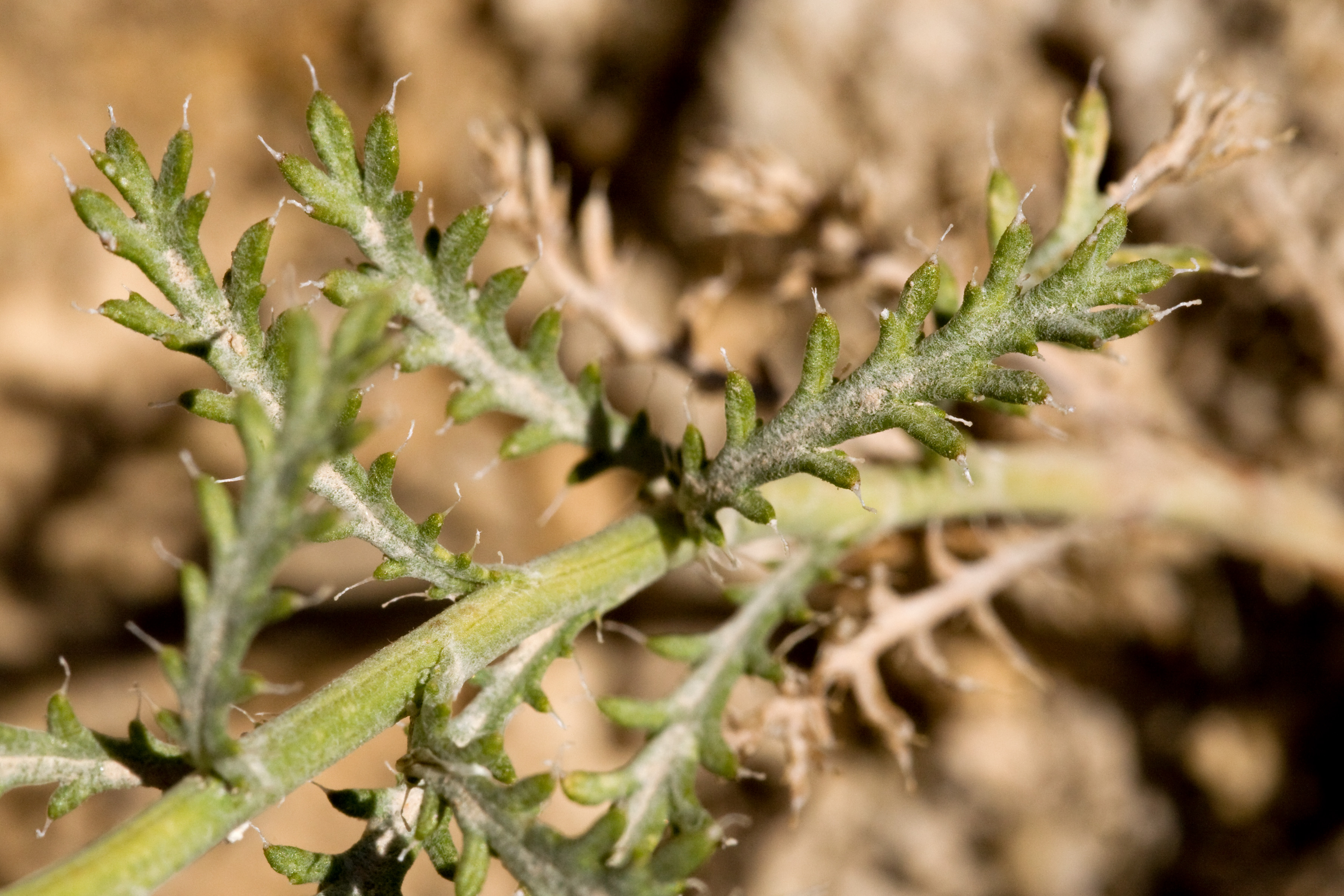
Le foglie
Xanthisma spinulosum

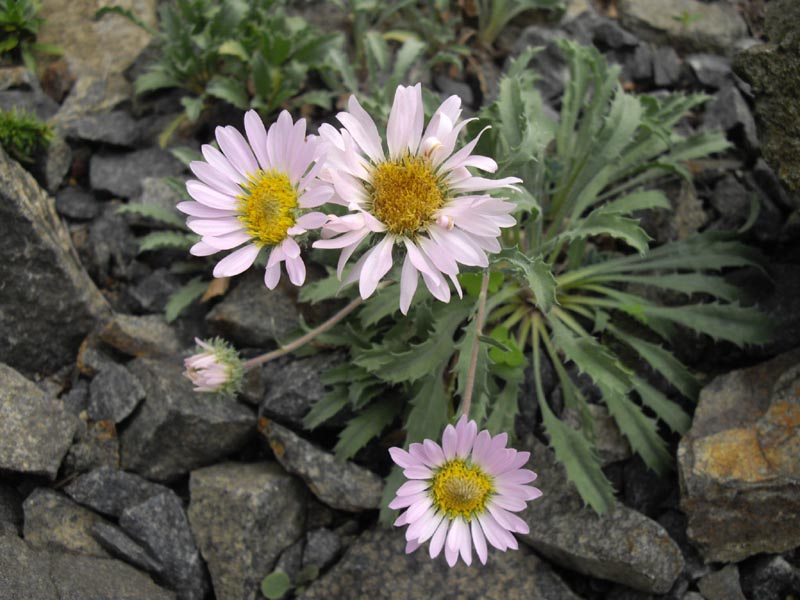
Infiorescenza
Xanthisma coloradoense

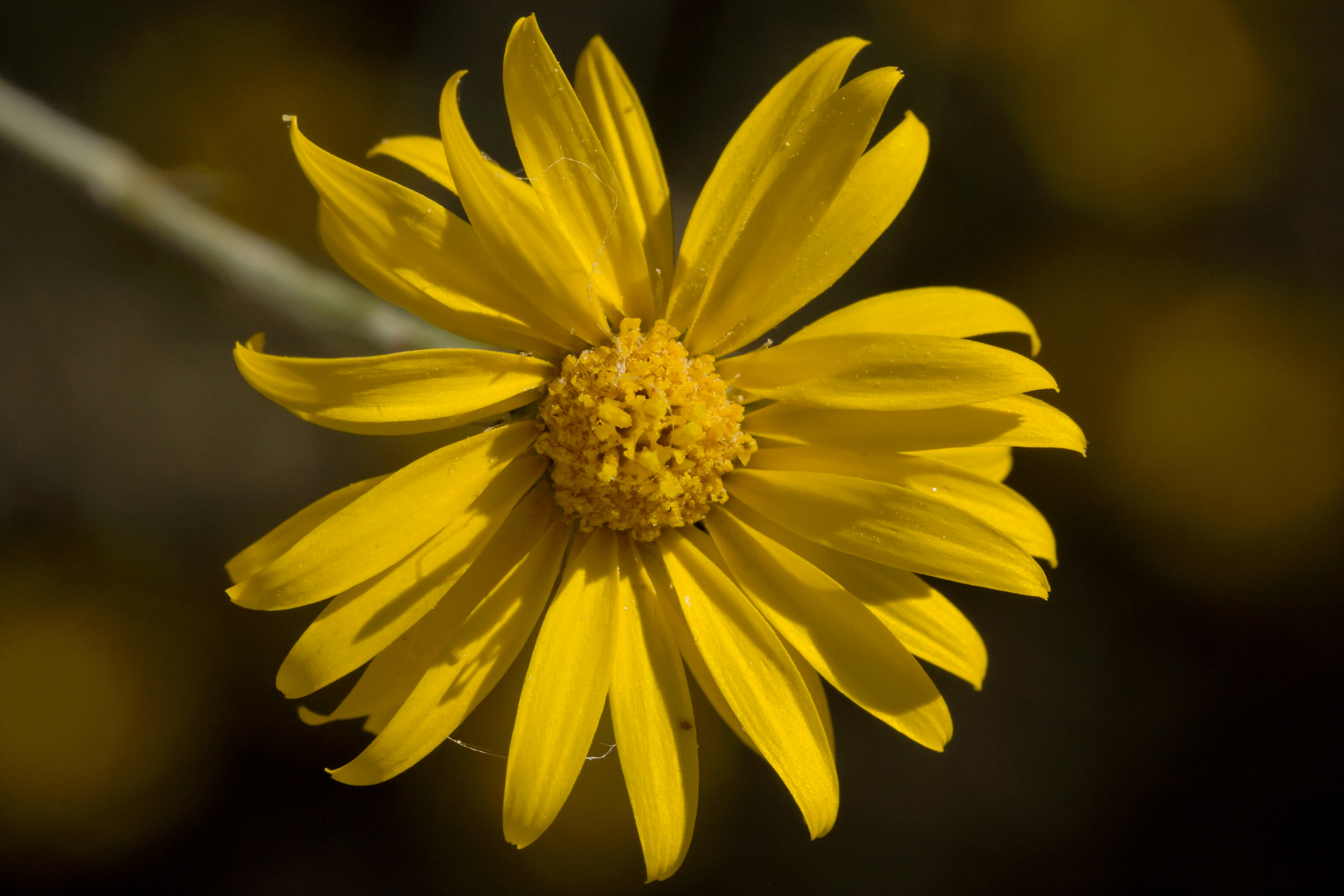
I fiori
Xanthisma gracile

Portamento. Le specie di questo genere hanno un ciclo biologico annuale o perenne con habitus erbaceo. Le superfici sono glabre o pelose anche con ghiandole.
Fusto. La parte aerea varia da eretta a patente con forme tentacolari e riccamente ramosa. Altezza media: 3 - 100 cm.
Foglie. Sono presenti sia foglie basali (picciolate e persistenti) che cauline. Le foglie lungo il caule sono disposte in modo alternato e sono sessili; la lamina è intera con forme da lanceolate a oblanceolate o spatolate, con margini da seghettati a bipennatifidi o dentati con setole; la pagina fogliare può essere glabra.
Infiorescenza. Le sinflorescenze sono scapose (capolini solitari). Le infiorescenze vere e proprie sono composte da un capolino terminale peduncolato di tipo radiato (o discoidale) con fiori eterogami. I capolini sono formati da un involucro, con forme da turbinate a emisferiche o campanulate, composto da 26 - 80 brattee, al cui interno un ricettacolo fa da base ai fiori di due tipi: fiori del raggio e fiori del disco. Le brattee, con forme da lineari a strettamente oblunghe o lanceolate o allargate distalmente in lamine da ovate a orbiculate o depresse-ellittiche, da appressate a patenti o riflesse, a consistenza cartacea (gli apici sono erbacei), sono disposte in modo più o meno embricato e scalato su 2 - 8 serie. Il ricettacolo (senza pagliette) bucherellato a protezione della base dei fiori ha delle forme piatte o da convesse a coniche. Dimensione degli involucri: 4 - 10 x 6 - 25 mm.
Fiori.  I fiori sono tetra-ciclici (formati cioè da 4 verticilli: calice – corolla – androceo – gineceo) e pentameri (calice e corolla formati da 5 elementi). Si distinguono in:
- fiori del raggio (esterni): da 12 a 60 per capolino, sono femminili e sono disposti su 1 - 2 serie; la forma è ligulata (zigomorfa); a volte mancano;
- fiori del disco (centrali): sono più numerosi (da 15 a 200) con forme brevemente tubulose (attinomorfe); sono ermafroditi o (raramente) funzionalmente maschili.

- Formula fiorale:

*/x K {\displaystyle \infty }, [C (5), A (5)], G 2 (infero), achenio
- Calice: i sepali del calice sono ridotti ad una coroncina di squame.

- Corolla:

- fiori del raggio: la forma della corolla alla base è più o meno tubulosa-imbutiforme, mentre all'apice è ligulata; la ligula, contorta, può terminare con alcuni denti; il colore è bianco, rosa, porpora o giallo; in alcuni casi le ligule sono assenti;
- fiori del disco: la forma è tubulare bruscamente divaricata in 5 lobi; i lobi, eretti, hanno una forma triangolare; il colore è giallo.

- Androceo: l'androceo è formato da 5 stami sorretti da filamenti generalmente liberi; gli stami sono connati e formano un manicotto circondante lo stilo; le teche (produttrici del polline) alla base sono troncate e sono lievemente auricolate (molto raramente sono speronate o hanno una coda); le appendici apicali delle antere hanno delle forme piatte e lanceolate; il tessuto endoteciale (rivestimento interno dell'antera) è quasi sempre polarizzato (con due superfici distinte: una verso l'esterno e una verso l'interno). Il polline è sferico con un diametro medio di circa 25 micron;  è tricolporato (con tre aperture sia di tipo a fessura che tipo isodiametrica o poro) ed è echinato (con punte sporgenti).

- Gineceo: l'ovario è infero uniloculare formato da 2 carpelli. Lo stilo (il recettore del polline) è profondamente bifido (con due stigmi divergenti) e con le linee stigmatiche marginali separate. I due bracci dello stilo hanno una forma da lanceolata a deltoide e possono essere papillosi o ricoperti da ciuffi di peli.

Frutti. I frutti, spesso dimorfici, sono degli acheni con pappo: il corpo, con alcune nervature longitudinali (3 negli acheni del raggio e 3 - 9 in quelli del disco), ha la forma ellittica (quasi cordata) compressa e superficie da sparsamente a densamente pubescente. Il pappo, persistente, è formato da 30 - 90 setole appuntite, piatte e fortemente sovrapposte alla base disposte su 2 - 4 serie; oppure è formato da una coroncina di scaglie.

## Biologia
Impollinazione: l'impollinazione avviene tramite insetti (impollinazione entomogama tramite farfalle diurne e notturne).

Riproduzione: la fecondazione avviene fondamentalmente tramite l'impollinazione dei fiori (vedi sopra).

Dispersione: i semi (gli acheni) cadendo a terra sono successivamente dispersi soprattutto da insetti tipo formiche (disseminazione mirmecoria). In questo tipo di piante avviene anche un altro tipo di dispersione: zoocoria. Infatti gli uncini delle brattee dell'involucro (se presenti) si agganciano ai peli degli animali di passaggio disperdendo così anche su lunghe distanze i semi della pianta. Inoltre per merito del pappo il vento può trasportare i semi anche a distanza di alcuni chilometri (disseminazione anemocora).

## Distribuzione e habitat
Le specie di questo genere sono distribuite in America del Nord.

## Sistematica
La famiglia di appartenenza di questa voce (Asteraceae o Compositae, nomen conservandum) probabilmente originaria del Sud America, è la più numerosa del mondo vegetale, comprende oltre 23.000 specie distribuite su 1.535 generi, oppure 22.750 specie e 1.530 generi secondo altre fonti (una delle checklist più aggiornata elenca fino a 1.679 generi). La famiglia attualmente (2021) è divisa in 16 sottofamiglie; la sottofamiglia Asteroideae è una di queste e rappresenta l'evoluzione più recente di tutta la famiglia.

### Filogenesi
La tribù Astereae (una delle 21 tribù della sottofamiglia Asteroideae) comprende circa 40 sottotribù. In base alle ultime ricerche nella tribù sono stati individuati (provvisoriamente) 5 principali lignaggi:
- Basal grade: include alcuni generi isolati, il gruppo "South American-Oceania",  alcune sottotribù africane e il gruppo dei generi legnosi del Madagascar.
- Bellis lineage: comprende le sottotribù eurasiatiche e una sottotribù africana.
- Aster lineage: include i generi asiatici di Asterinae e i principali gruppi dell'Australia e dell'Oceania.
- Baccharis lineage: include alcuni gruppi sudamericani.
- North American lineage: include la vasta gamma di sottotribù del Nordamerica, Messico e alcuni gruppi distribuiti nel Sudamerica.

Il genere  Xanthisma  (insieme alla sottotribù Machaerantherinae) è incluso nel lignaggio "North American lineage". Attualmente la sottotribù è suddivisa in 5 gruppi informali: Basal grade - Machaeranthera group - Haplopappus group - Xanthocephalum group - Lessingia group. Questo genere si trova nel "Machaeranthera group".
Il genere è diviso in quattro sezioni tutte ricavate dal genere Machaeranthera: Blepharodon, Sideranthus, Havardii, and Stenoloba.
I caratteri distintivi del genere sono:
- il ciclo biologico delle piante è fondamentalmente perenne;
- spesso l'habitus della pianta si presenta con una chioma ramificata;
- il ricettacolo è coperto da pagliette lunghe 0,3 – 3,0 mm, la superficie si presenta come un reticolo alveolato;
- il pappo è formato da setole appuntite, piatte e fortemente sovrapposte alla base.

Il numero cromosomico delle specie di questo genere è: 2n = 10 (ridotto a 8 o 6).

### Elenco delle specie
Questo genere ha 20 specie:
- Xanthisma arenarium (Benth.) D.R.Morgan & R.L.Hartm.
- Xanthisma blephariphylla (A.Gray) D.R.Morgan & R.L.Hartm.
- Xanthisma coloradoense (A.Gray) D.R.Morgan & R.L.Hartm.
- Xanthisma crutchfieldii (B.L.Turner) D.R.Morgan & R.L.Hartm.
- Xanthisma gracile (Nutt.) D.R.Morgan & R.L.Hartm.
- Xanthisma grindelioides (Nutt.) D.R.Morgan & R.L.Hartm.
- Xanthisma gymnocephalum (DC.) D.R.Morgan & R.L.Hartm.
- Xanthisma gypsophilum (B.L.Turner) D.R.Morgan & R.L.Hartm.
- Xanthisma johnstonii (S.F.Blake) D.R.Morgan & R.L.Hartm.
- Xanthisma junceum (Greene) D.R.Morgan & R.L.Hartm.
- Xanthisma paradoxum (B.L.Turner & R.L.Hartm.) G.L.Nesom & B.L.Turner
- Xanthisma pseudorestiforme  B.L.Turner
- Xanthisma restiforme (B.L.Turner) D.R.Morgan & R.L.Hartm.
- Xanthisma rhizomatum (M.C.Johnst.) D.R.Morgan & R.L.Hartm.
- Xanthisma scabrellum (Greene) G.L.Nesom & B.L.Turner
- Xanthisma spinulosum (Pursh) D.R.Morgan & R.L.Hartm.
- Xanthisma tenuilobum (A.Gray) D.R.Morgan & Zanoni
- Xanthisma texanum  DC.
- Xanthisma viscidum (Wooton & Standl.) D.R.Morgan & R.L.Hartm.
- Xanthisma wigginsii (S.F.Blake) D.R.Morgan & R.L.Hartm.

### Sinonimi
Sono elencati alcuni sinonimi per questa entità:
- Centauridium Torr. & A.Gray
- Eriocarpum  Nutt.
- Sideranthus  Nutt. ex Nees